# Peri Baumeister
Peri Baumeister (Berlijn, 1986) is een Duitse actrice. Ze vertolkte de rol van Gisela in de televisieserie The Last Kingdom in het seizoen twee en drie.

## Levensloop
Baumeister volgde van 2007 tot 2011 een opleiding acteren aan de Beierse Theateracademie August Everding in München. Gedurende deze tijd stond ze nog steeds op het podium in theaterproducties van Lars von Triers Dogville en Manderlay onder leiding van Jochen Schölch in het Metropol Theater in München. In haar derde studiejaar kreeg ze de hoofdrol van Grete Trakl in de film Tabu - Es ist die Seele ein Fremdes auf Erden. Voor dit filmdebuut ontving ze in 2012 de Max Ophüls-prijs voor beste jonge actrice op het Filmfestival Max Ophüls Preis.

## Filmografie

### Film
Uitgezonderd korte films.
| Jaar | Titel                                                     | Rol                 | Opmerkingen |
| ---- | --------------------------------------------------------- | ------------------- | ----------- |
| 2011 | Tabu - Es ist die Seele ein Fremdes auf Erden             | Grete Trakl         |             |
| 2012 | Russendisko                                               | Olga                |             |
| 2013 | Ein weites Herz - Schicksalsjahre einer Deutschen Familie |                     |             |
| 2013 | Feuchtgebiete                                             | Schwester Valerie   |             |
| 2014 | Irre sind männlich                                        | Bernadette          |             |
| 2015 | Halbe Brüder                                              | Cindy               |             |
| 2016 | Oregon Pine                                               | Teresa Becker       |             |
| 2016 | Unsere Zeit ist jetzt                                     | Vanessa             |             |
| 2018 | Liliane Susewind - Ein tierisches Abenteuer               | Regina              |             |
| 2018 | Dreigroschenfilm                                          | Elisabeth Hauptmann |             |
| 2019 | Peitruss                                                  | Lara                |             |
| 2021 | Blood Red Sky                                             | Nadja               |             |
| 2022 | Liebesdings                                               |                     |             |
| 2024 | Sieger sein                                               |                     |             |

### Televisie
Uitgezonderd eenmalige gastrollen.
| Jaar      | Titel                                           | Rol                  | Opmerkingen    |
| --------- | ----------------------------------------------- | -------------------- | -------------- |
| 2012      | Tatort - Borowski und der stille Gast           |                      | Televisieserie |
| 2014      | Männertreu                                      | Nina                 | Televisiefilm  |
| 2015      | Blochin - Die Lebenden und die Toten            |                      | Miniserie      |
| 2015      | Herbe Mischung                                  |                      | Televisiefilm  |
| 2015      | Der Kriminalist - Treu bis in den Tot           |                      | Televisieserie |
| 2015      | Kampen om tungtvannet                           | Elisabeth Heisenberg | 6 afleveringen |
| 2015      | A Bitter Mix                                    | Zahra                | Televisiefilm  |
| 2016      | Schwarzach 23 und die Jagd nach dem Mordsfinger | Kim                  | Televisiefilm  |
| 2016      | Die Chefin - Abrechnung                         |                      | Televisieserie |
| 2016      | Ein starkes team: Nathalie                      |                      | Televisieserie |
| 2017-2018 | The Last Kingdom                                | Gisela               | 9 afleveringen |
| 2018      | Charlotte Link: Die Betrogene                   | Kate Linville        | Televisiefilm  |
| 2019      | Blochin: Das letzte Kapitel                     | Freddy Geissler      | Televisiefilm  |
| 2019      | Skylines                                        | Sara                 | 6 afleveringen |
| 2019      | Die neue Zeit                                   |                      | Televisieserie |
| 2020      | 9 Tage wach                                     | Anja                 | Televisiefilm  |
| 2023      | Schlafende Hunde                                | Lenni Atlas          | 6 afleveringen |
| 2022      | Neuland                                         |                      | 6 afleveringen |
| 2024      | Das Signal                                      |                      | Televisieserie |